# Bernard A. Clarey

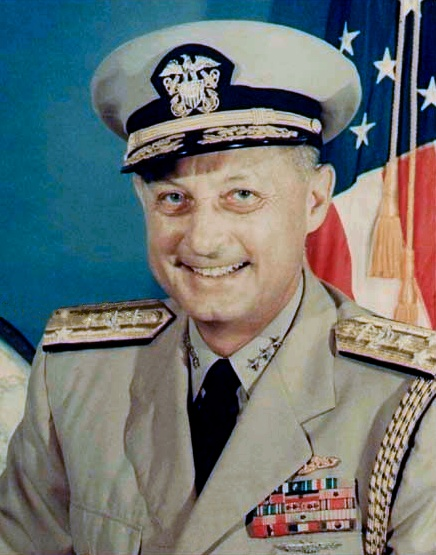
Admiral Bernard A. Clarey

Bernard Ambrose „Chick“ Clarey (* 4. Mai 1912 in Oskaloosa, Iowa; † 16. Juni 1996 in Honolulu, Hawaii) war ein US-amerikanischer Admiral der US Navy, der unter anderem von 1968 bis 1970 Vice Chief of Naval Operations sowie zwischen 1970 und 1973 Befehlshaber der US Pacific Fleet war.

## Leben

### Militärische Ausbildung
Clarey begann nach dem Schulbesuch seine militärische Ausbildung an der US Naval Academy in Annapolis und trat nach deren Abschluss im Juni 1934 als Fähnrich zur See in die US Navy ein. Seine erste Verwendung fand er daraufhin an Bord der Milwaukee, ein Leichter Kreuzer der Omaha-Klasse, und war dort bis Dezember 1936 tätig. Im Anschluss begann er im Januar 1937 eine Fortbildung an der U-Boot-Schule auf dem U-Boot-Stützpunkt in New London. Nach Abschluss der Ausbildung wurde er im Juni 1937 zum U-Boot Nautilus versetzt und war dort nacheinander als Oberleutnant zur See Ingenieur und Fernmeldeoffizier tätig. Zu dieser Zeit war die Nautilus Flaggschiff der U-Boot-Division 12 in Pearl Harbor.
Im Juni 1941 erfolgte die Versetzung von Clarey als Erster Offizier zum U-Boot USS Dolphin und erlebte während dieser Zeit den Angriff auf Pearl Harbor am 7. Dezember 1941. Im Anschluss nahm er an Bord dieses U-Bootes an seiner ersten Patrouillenfahrt zu den Marshallinseln teil.

### Zweiter Weltkrieg

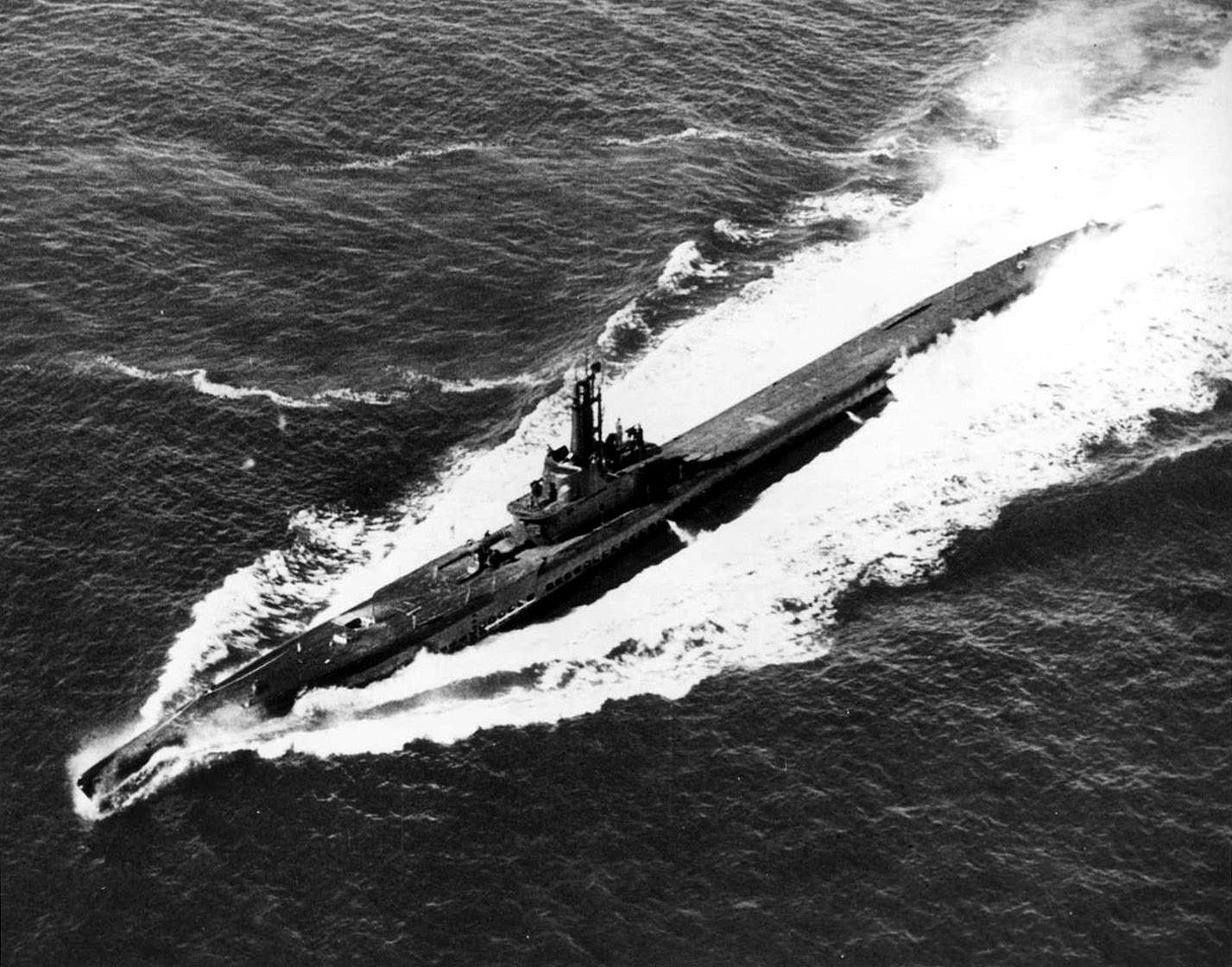
1944 wurde Fregattenkapitän Clarey erster Kommandant des U-Bootes Pintado

Während des Zweiten Weltkrieges war Clarey nach dem Kriegseintritt der USA als Korvettenkapitän II. Offizier an Bord des zur Gato-Klasse gehörenden U-Bootes USS Amberjack und nahm vom 3. bis 30. September 1942 an deren erster Patrouillenfahrt in den von der Kaiserlich Japanischen Marine kontrollierten Gewässern um die Salomonen teil. Dabei unterstützte er den Kommandanten bei Torpedoangriffen, die zur Versenkung von feindlichen Schiffen mit einer Gesamttonnage von 28.600 Registertonnen sowie zur Beschädigung von Schiffen mit einer weiteren Tonnage von 14.000 Registertonnen führte.
Danach wurde er Kommandant der USS Pintado, ein 1944 vom Stapel gelaufenen U-Boot der Balao-Klasse. Als solcher zeichnete er sich vom 16. Mai bis zum 1. Juli 1944 durch besonderen Heldenmut während der ersten Patrouillenfahrt des Bootes in von der japanischen Marine kontrollierten Gewässern aus. Dabei gelang es ihm trotz mehrerer feindlicher Gegenschläge vier japanische Frachtschiffe mit einer Gesamttonnage von 31.000 Registertonnen zu versenken sowie ein weiteres Frachtschiff mit einer Tonnage von 6.500 Registertonnen zu beschädigen. Hierfür wurde er am 7. September 1944 mit dem Navy Cross geehrt, die höchste Auszeichnung, die vom Marineministerium (US Department of the Navy) vergeben wird.
Bei seiner zweiten Patrouillenfahrt vom 24. Juli bis zum 14. September 1944 gelang Clarey als Kommandant der USS Pintado eine Reihe von Torpedoangriffen gegen einen stark bewachten Flottenverband, wobei trotz starker feindlicher Luft- und Abwehrangriffen die Versenkung von zwei weiteren Frachtschiffen, zwei Tankschiffen und einen großen Walfänger mit einer Gesamttonnage von 46.300 Registertonnen gelang, und er sein eigenes Schiff ohne empfindliche Beschädigungen zurückführte. Für diese Verdienste wurde ihm zum zweiten Mal das Navy Cross verliehen, wobei ihm stattdessen ein Goldener Stern zu seinem ersten Navy Cross übergeben wurde.
Seine dritte Patrouillenfahrt führte Fregattenkapitän Clarey als Kommandant der USS Pintado zwischen dem 9. Oktober 1944 und dem 1. Januar 145 im von der japanischen Marine kontrollierten Südchinesischen Meer durch. Dabei leitete er eine Angriffsgruppe gegen einen feindlichen, sich zurückziehenden Schiffsverband und trug somit zur Zerstörung eines Leichten Kreuzers bei. Im Anschluss konnte er mit seinem U-Boot-Verband ein Angriff durchführen, der zur Versenkung eines Zerstörers und Beschädigung eines Flugzeugträgers führte. Nachdem er ein beschädigtes U-Boot in der Nacht vom 12. zum 13. Dezember 1944 zum Stützpunkt zurück begleitet hatte, leitete er drei Überwasserangriffe zur Versenkung von drei unbegleiteten feindlichen Handelsschiffen. Während seiner dritten Patrouillenfahrt gelang ihm die Versenkung beziehungsweise Beschädigung von feindlichen Schiffen mit einer Gesamttonnage von rund 50.000 Registertonnen. Hierfür wurde ihm am 3. Juni 1945 zum dritten Mal das Navy Cross verliehen, wobei ihm stattdessen ein weiterer Goldener Stern zu seinem ersten Navy Cross übergeben wurde.

### Nachkriegszeit und Koreakrieg
Nach Kriegsende übernahm Clarey zahlreiche Verwendungen als Offizier und Stabsoffizier der US Navy. Am 23. Oktober 1945 wurde ihm der Silver Star für seine Verdienste als II. Offizier der USS Amberjack im September 1942 verliehen. Im Dezember 1945 wurde er zum Marineministerium in Washington, D.C. versetzt und war dort bis Februar 1946 als Mitglied des Minister-Ausschusses für Reorganisation Mitarbeiter im Büro für Öffentlichkeitsarbeit. Daraufhin wurde er im Februar 1946 Mitarbeiter im Büro des Generalinspekteurs der Marine (Office of the Naval Inspector General) sowie von April 1947 bis Juni 1949 nacheinander Adjutant, Flaggsekretär, Rechtsoffizier sowie Offizier für Öffentlichkeitsarbeit im Stab des Befehlshabers der der U-Boot-Verbände der US Atlantic Fleet.
Im Juni 1949 kehrte Clarey ins Navy Department zurück und wurde Personaloffizier für die Zuordnung von U-Boot-Offizieren im Büro für Marinepersonal BUPERS (Bureau of Naval Personnel), ehe er im Juni 1951 Erster Offizier (Executive Officer) auf der Helena, ein Schwerer Kreuzer der Baltimore-Klasse, der zum Einsatz bei der 7. US-Flotte im Gelben Meer eingesetzt wurde, um während des Koreakrieges an Operationen gegen Verbände von Nordkorea und der Volksrepublik China teilzunehmen. Die Funktion als Erster Offizier übte er bis Mai 1952 aus und wurde für seine Verdienste an Bord der Helena mit einem Bronze Star mit dem Zusatz „Combat V“ ausgezeichnet.
Nachdem Clarey zwischen Mai 1952 und Juli 1953 Kommandeur der U-Boot-Division 52 in San Diego war, wurde er Referatsleiter für den Fernen Osten in der Abteilung für Politik und Militärpolitik im Büro des Chief of Naval Operations. Im Anschluss absolvierte er von August 1955 bis Juni 1956 ein Studium am National War College (NWC) in Washington, D.C., und wurde danach im August 1956 Chef des Stabes des U-Boot-Kommandos der US-Pazifikflotte (COMSUBPAC).

### Flaggoffizier und Vietnamkrieg
Im Juli 1958 wurde Clarey zum Konteradmiral befördert und im August 1958 Kommandant (Commanding Officer) des Seeversorgungschiffes USS Hassayamp, ehe er am 5. Januar 1959 Leiter der Abteilung Militärpersonal im Büro des Vize-Verteidigungsministers für Personal (Assistant US Secretary of Defense for Manpower) wurde.
Am 26. Juli 1962 wurde Konteradmiral Clarey Befehlshaber der U-Boot-Verbände der US Pacific Fleet und verblieb auf diesem Post bis zum 3. Juni 1964. Während dieser war er unmittelbar für die Vorbereitung und Einführung der Entwicklungspläne der U-Jagd-Boot-Verbände der US-Pazifikflotte verantwortlich. Zugleich trug er die Zuständigkeit für die Pläne zur Ausstattung der U-Jagd-Verbände mit Luft- und Oberflächenwaffen zur Koordinierung der Taktik, Doktrin und Verfahren im Kriegsfall. Aufgrund seiner Verdienste in dieser Funktion wurde er im August 1965 mit dem Legion of Merit geehrt.
Während des Vietnamkrieges fungierte Vizeadmiral Clarey zwischen Juni 1964 und August 1966 als stellvertretender Chef sowie zuletzt als Chef des Stabes der US Pacific Fleet. Für dortigen Leistungen bei der Vorbereitung von Kampfeinsätzen in Südostasien wurde er am 21. Juli 1966 mit der Navy Distinguished Service Medal geehrt.
Am 22. August 1966 übernahm Vizeadmiral Clarey die Funktion als Befehlshaber der 2. US-Flotte und verblieb bis zum 19. Mai 1967 auf diesem Posten. Dabei leitete er die Planungen und erfolgreiche Ausführung des Marinemanövers LANTFLEX 66, die zur Erhöhung der Bereitschaft der Seekriegsführung dienten. Daneben war er Befehlshaber der Kampfflotte im Atlantischen Ozean (Striking Fleet Atlantic) und nahm in dieser Funktion an zahlreichen Planungskonferenzen der NATO teil. Des Weiteren war er in dieser Zeit Befehlshaber der Gemeinsamen Einsatztruppe 122 (Joint Task Force 122) und damit Kommandeur der Armee-, Marine-, Luftwaffen- und Marines-Verbände beim Manöver CLOVE HITCH III im April 1967, der bis dahin größten gemeinsamen Übung unter dem Befehl des US Atlantic Command. Darüber hinaus war er maßgeblich an weiteren Übungen der US-Atlantikflotte beteiligt wie zum Beispiel die Operation SPRINGBOARD 67. Für die Verdienste in dieser Zeit wurde ihm abermals die Navy Distinguished Service Medal verliehen.

### Admiral der US Navy
Im Januar 1968 wurde Admiral Clarey Nachfolger von Admiral Horacio Rivero, Jr. als Vice Chief of Naval Operations (VCNO) und bekleidete damit nach dem Chief of Naval Operations die zweithöchste Funktion innerhalb der Führung der US Navy. In dieser Funktion verblieb er bis zu seiner Ablösung durch Admiral Ralph Wynne Cousins im Dezember 1970. Für die Verdienste als Vice Chief of Naval Operations wurden ihm am 19. Juni 1970 zum dritten Mal sowie am 29. Oktober 1970 für seine Verdienste während der Amtsübernahme von Admiral Elmo R. Zumwalt als Chief of Naval Operations (CNO) am 1. Juli 1970 zum vierten Mal die Navy Distinguished Service Medal verliehen.
Er selbst wurde daraufhin am 5. Dezember 1970 Nachfolger von Admiral John J. Hyland als Befehlshaber der US Pacific Fleet (COMPACFLT) und damit Kommandeur aller Marineverbände im Pazifischen Ozean, die unter anderem die 3. US-Flotte und die 7. US-Flotte mit dem Marinestützpunkt Pearl Harbor umfasst. Auf diesem Posten verblieb Clarey bis zu seinem Eintritt in den Ruhestand am 30. September 1973 und wurde danach von Admiral Maurice F. Weisner abgelöst. Für seine militärischen Verdienste in dieser Funktion wurde er zum fünften Mal mit der Navy Distinguished Service Medal ausgezeichnet.
Nach seinem Ausscheiden aus dem aktiven Militärdienst wurde Clarey 1973 Vorstandsvorsitzender der in Honolulu ansässigen Bank of Hawaii Corporation (BOH).
Nach seinem Tod wurde die am 15. April 1998 eröffnete Admiral Clarey Bridge benannt, die Pearl City mit Ford Island verbindet.

## Auszeichnungen
- Navy Cross (3 ×)
- Navy Distinguished Service Medal (5 ×)
- Legion of Merit
- Silver Star
- Bronze Star mit Zusatz „Combat V“